# Hiroji Satō
Hiroji Satoh ou Hiroji Satō ((ja) 佐藤 博治) est un pongiste japonais né le 3 février 1925 à Aomori, et mort le 4 juin 2000.
Il est le premier champion du monde japonais de tennis de table, en remportant le titre mondial en 1952 à Bombay. Il a innové en utilisant une raquette en mousse très épaisse, qui a surpris ses adversaires de l'époque. Par la suite l'épaisseur totale a été limitée à 4 mm. Il a ouvert l'ère de domination des asiatiques dans ce sport, jusque-là quasi exclusivement européen.